# Майкл Бубле
Майкл Стівен Бубле (англ. Michael Steven Bublé; 9 вересня 1975, Бернабі, Британська Колумбія) — канадський співак-крунер, що працює у традиційній естрадній поп-джазовій манері. Виконавець репертуару Great American Songbook, володар кількох премій (Grammy і Juno Awards). Домігшись лише скромного успіху у чартах США, 2003 року його однойменний альбом досяг вершини топ-десятки у Лівані, Великій Британії і його рідній країні. У США найбільший успіх мав альбом «It 's Time», що вийшов 2005 року. Розпродано було понад 30 мільйонів альбомів.

## Ранні роки
Бубле народився у Бернабі, Британська Колумбія, у родині рибалки італійського походження.
У дитинстві Майкл часто слухав колекційні джазові записи свого діда і зараз він виділяє важливість його діда в заохоченні його музичних смаків. Він записав три самостійних альбоми, а один з них був подарунком його дідові. Бубле отримав дві нагороди Genie Award 2000-о, за дві пісні, які він написав до фільму Here's to Life. Перша національна телевізійна робота Майкла була 1997 року нагороджена призом Bravo! — документальний фільм, «Big Band Boom!» режисер — Mark Glover Masterson.

## Дебютний альбом
Кар'єра Майкла почалася, коли Майкл Максуїні помітив його на бізнес-вечірці у колишнього канадського прем'єр-міністра Браяна Малруні. Максуїні сподобався виступ, і Бубле дав йому свій альбом, який той, у свою чергу, дав послухати Малруні і його дружині. Потім, 2000 року, Майкл був запрошений співати на весіллі у дочки Браяна Малруні, Кароліни, де він виконав «Баладу про Меккі-ніж» з «Тригрошової опери» Б. Брехта та К. Вайля.
На весіллі Малруні представив Бубле легендарному продюсеру Девіду Фостеру. Фостер підписав з Бубле контракт, у рамках якого було записано (2003 року) альбом Michael Bublé. До альбому увійшли класичні пісні англо-американської естради, включаючи «Fever», «The Way You Look Tonight» [written by Jerome Kern with lyrics by Dorothy Fields], «For Once in My Life», «Moondance» Вана Моррісона and «You'll Never Find Another Love Like Mine» Лу Роулза. Баррі Гібб з «Bee Gees» виконав бек-вокал у кавер-версії хіта цієї групи, «How Can You Mend a Broken Heart?». Ця версія пісні зробила Бубле відомим у багатьох країнах.
Альбом «Michael Bublé» вийшов на Warner Brothers. Він записувався у переддень Святого Валентина 2003 року. Диск потрапив у канадські чарти, але особливу популярність мав у Південній Африці. Потім він добився успіху в Італії і в кінцевому рахунку досяг вершини у чартах Великої Британії, США, Австралії та в інших країнах. Альбом досяг вершини топ-50 в альбомному чарті Billboard 200 у США. Його версія пісні Джорджа Майкла «Kissing a Fool» вийшла синглом та очолила білбордовський чарт Hot Adult Contemporary Tracks. Пісня «How Can You Mend a Broken Heart?» Також досягла 1-го рядка у чартах «музики для дорослих».
Бубле отримав на Juno Awards 2004 нагороду як відкриття року. Його дебютний лонгплей номінувався як найкращий альбом року, але він поступився Сему Робертсові.

## It's TimeіLet It Snow
Наприкінці 2003 вийшов різдвяний альбом (EP «Let it Snow». Заголовний трек досяг вершини у музичних чартах Австралії. Бубле випустив концертний альбом та відео у квітні 2004. Let it Snow повторно вийшов у США 9 жовтня 2007 року.
Другий альбом Бубле, It's Time, став для нього проривом. Він досяг 7-ї позиції у Billboard 200, 2-ї позиції ARIA Album Charts в Австралії і 4-ї позиції у UK Album Charts (Велика Британія). Пісня «Home» стала хітом.

## Crazy Love
Четвертий студійний альбом Бубле Crazy Love було заплановано до випуску 13 жовтня 2009 року на студії 143/Reprise Records, проте перший реліз у США відбувся 9 жовтня. Альбом складається з 12 композицій (і 1 бонусного треку), включаючи дві оригінальні пісні. На його підтримку було проведено однойменний тур. Перший сингл «Haven't Met You Yet» вийшов 31 серпня 2009. Альбом рекламувався в інтерв'ю з Джорджем Струмбулопулосом у канадській телепередачі «The Hour» 17 жовтня 2009.
Майкл також зіграв ролі у фільмі «Справжня блондинка» (2001) і телесеріалі «Rove».

## Приватне життя
Майкл Бубле був заручений з давньою подругою Деббі Тимус, театральною актрисою, танцівницею та співачкою. Разом брали участь у мюзиклах Red Rock Diner (1996) і Dean Regan's Forever Swing (1998). Тимус була однією з тих, кому Бубле присвятив свій однойменний альбом Michael Bublé, а також вона виконала бек-вокал до альбому It's Time. Під час перебування в Італії, написав пісню «Home» для Тимус. Пізніше Тимус знялася у кліпі до Home. Їхні стосунки закінчилися у листопаді 2005 року. Розлучаючись, вони разом записали пісню Lost.
Під час вручення Logie Awards 2005 року Бубле зустрів за лаштунками британську актрису Емілі Блант. Він подумав, що вона була режисером на Бі-бі-сі. Він і Емілі стали зустрічатися. Згодом вона виконала бек-вокал до пісні «Me and Mrs. Jones», Що увійшла до альбому Call Me Irresponsible. Пісня Everything була складена Бубле для Блант. Про розрив відносин Майкла та Емілі було оголошено у червні 2008 року.
31 березня 2011 взяв шлюб з аргентинською акторкою та співачкою Луїсаною Лопілато. Вона знялася у кліпі до Haven't Met You Yet. 24 січня 2013 у твіттері Луїсана була опублікована відеозапис УЗД їх майбутньої дитини, що підтверджує вагітність Луїсани від Майкла. 27 серпня 2013 на світ з'явився їхній син — Ноа Бубле.

## Дискографія

### Альбоми
| Рік  | Альбом                | Позиція в чарті | Позиція в чарті | Позиція в чарті | Позиція в чарті | Позиція в чарті | Позиція в чарті | Позиція в чарті | Позиція в чарті | Позиція в чарті | Позиція в чарті | Позиція в чарті | Позиція в чарті |
| Рік  | Альбом                | US              | UK              | CAN             | AUS             | ITA             | GER             | AUT             | SWI             | NE              | SWE             | EU              | World           |
| ---- | --------------------- | --------------- | --------------- | --------------- | --------------- | --------------- | --------------- | --------------- | --------------- | --------------- | --------------- | --------------- | --------------- |
| 2003 | Michael Bublé         | 47              | 6               |                 | 1               | 2               | 49              |                 | 53              | 32              | 28              |                 | 39              |
| 2005 | It's Time             | 7               | 4               | 1               | 2               | 1               | 2               | 3               | 7               | 2               | 4               | 1               | 4               |
| 2007 | Call Me Irresponsible | 1               | 2               | 1               | 1               | 1               | 1               | 2               | 2               | 1               | 5               | 1               | 1               |

| Рік  | Альбом                | Сертифікати | Сертифікати | Сертифікати | Сертифікати |
| Рік  | Альбом                | US          | CAN         | AUS         | EUR         |
| ---- | --------------------- | ----------- | ----------- | ----------- | ----------- |
| 2003 | Michael Bublé         | 2 × Платина | 4 × Платина | 7 × Платина | Платина     |
| 2005 | It's Time             | 2 × Платина | 6 × Платина | 5 × Платина | 2 × Платина |
| 2007 | Call Me Irresponsible | Платина     | 4 × Платина | 5 × Платина | 2 × Платина |

### Концертні альбоми
Обидва альбоми записані у форматі CD і DVD.
| Рік  | Альбом            | Позиція в чартах | Позиція в чартах | Позиція в чартах | Позиція в чартах | Позиція в чартах | Позиція в чартах | Позиція в чартах | Позиція в чартах | Сертифікати | Сертифікати        | Сертифікати |
| Рік  | Альбом            | U.S.             | UK               | AUS              | ITA              | GER              | AUT              | SWI              | NE               | US          | CAN                | AUS         |
| ---- | ----------------- | ---------------- | ---------------- | ---------------- | ---------------- | ---------------- | ---------------- | ---------------- | ---------------- | ----------- | ------------------ | ----------- |
| 2004 | Come Fly with Me  | 55               | 52               | 18               |                  |                  |                  |                  | 40               | Платина     | Золото 3 × Платина | Золото      |
| 2005 | Caught in the Act | 82               | 25               | 15               | 10               | 31               | 30               | 51               | 26               | Платина     | 8 × Платина        | Золото      |

### Інші альбоми
| Рік  | Альбом        |
| ---- | ------------- |
| 1995 | First Dance   |
| 2001 | Babalu        |
| 2002 | Dream         |
| 2003 | Totally Bublé |

### Розширені
| Рік  | Альбом           |
| ---- | ---------------- |
| 2003 | Let It Snow!     |
| 2004 | More             |
| 2006 | With Love        |
| 2008 | A Taste of Bublé |

### Сингли
| Рік  | Назва                                      | U.S. | U.S. AC | U.S. Pop | U.S. Digital | UK  | CAN | AUS | ITA | GER | AUT | SWI | NL | SWE | POL | EUR | Альбом                |
| ---- | ------------------------------------------ | ---- | ------- | -------- | ------------ | --- | --- | --- | --- | --- | --- | --- | -- | --- | --- | --- | --------------------- |
| 2003 | «How Can You Mend a Broken Heart?»         |      | 22      |          |              |     |     |     |     |     |     |     |    |     |     |     | Michael Bublé         |
| 2003 | «Kissing a Fool»                           |      | 29      |          |              |     |     |     |     |     |     |     |    |     |     |     | Michael Bublé         |
| 2004 | «Spider-Man Theme» (Junkie XL Remix)       |      |         |          |              |     | 6   | 21  | 2   |     |     |     |    |     | 12  |     | Spider-Man 2          |
| 2004 | «Sway»                                     |      | 24      |          |              |     |     | 15  |     |     |     |     |    |     | 46  |     | Michael Bublé         |
| 2005 | «Feeling Good»                             |      |         |          |              | 162 |     | 70  |     | 36  | 66  |     | 61 |     | 14  |     | It's Time             |
| 2005 | «Home»                                     | 72   | 1       | 55       | 36           | 31  | 1   | 35  |     | 55  | 36  | 33  | 56 | 55  |     | 95  | It's Time             |
| 2006 | «Save the Last Dance for Me»               | 99   | 5       |          |              |     |     |     |     |     |     |     |    |     |     |     | It's Time             |
| 2007 | «Everything»                               | 46   | 1       | 47       | 26           | 38  | 10  | 19  | 2   | 39  | 34  | 28  | 5  | 43  |     | 29  | Call Me Irresponsible |
| 2007 | «Me and Mrs. Jones»                        |      |         |          |              |     |     |     |     |     |     | 68  |    |     |     |     | Call Me Irresponsible |
| 2007 | «Lost»                                     | 97   | 2       |          |              | 19  | 25  |     | 15  | 44  | 51  | 66  | 30 |     |     | 51  | Call Me Irresponsible |
| 2008 | «Comin' Home Baby» (duet with Boyz II Men) |      |         |          |              |     |     |     |     |     |     |     |    |     |     |     | Call Me Irresponsible |

### Інші Чартова пісні
| Рік  | Назва                | US AC | UK  | AUS | GER | AUT | SWI | POL | EUR | Альбом        |
| ---- | -------------------- | ----- | --- | --- | --- | --- | --- | --- | --- | ------------- |
| 2003 | «The Christmas Song» | 6     |     |     |     |     |     |     |     | Let It Snow!  |
| 2005 | «Let It Snow!»       |       | 157 | 22  | 35  | 25  | 28  | 24  | 100 | Let It Snow!  |
| 2007 | «Moondance»          |       | 178 |     |     |     |     |     |     | Michael Bublé |

### Пісні інших виконавців
| Рік  | Пісня                                                                    | Альбом                          |
| ---- | ------------------------------------------------------------------------ | ------------------------------- |
| 2003 | «Kissing a Fool» «For Once in My Life» «Down with Love» (з Holly Palmer) | Down with Love Саундтрек        |
| 2004 | «I Won't Dance»                                                          | Taking a Chance on Love         |
| 2004 | «Elf's Lament»                                                           | Barenaked for the Holidays      |
| 2005 | «Let There Be Love»                                                      | To Love Again                   |
| 2006 | «Just in Time» «Steppin' Out With My Baby»                               | Duets: An American Classic      |
| 2007 | « (You Are My) Destiny»                                                  | Classic Songs, My Way           |
| 2007 | «L-O-V-E»                                                                | Why Did I Get Married Саундтрек |
| 2008 | «Damn» (з Styles of Beyond)                                              | Reseda Beach                    |
| TBA  | «TBA» (з Keely Smith)                                                    | TBA                             |

## Фільмографія
- The X-Files (1996) (2 епізоди) як Підводний Моряк; епізоди 3x15 «Piper Maru» і 3x16 «Apocrypha»
- Duets (2000)
- Totally Blonde (2001)
- The Snow Walker (2003)
- Las Vegas (2005)
- Da Kath & Kim Code (2005)

## Номінації та нагороди
| Рік  | Номінація                   | Категорія                                                | Підсумок    |
| ---- | --------------------------- | -------------------------------------------------------- | ----------- |
| 2004 | Juno                        | Найкращий Новий Артист                                   | Перемога    |
| 2004 | Juno                        | Альбом року —Michael Bublé                               | Номінований |
| 2006 | Juno                        | Поп Альбом року — It's Time                              | Перемога    |
| 2006 | Juno                        | Сингл Року — Home                                        | Перемога    |
| 2006 | Juno                        | Альбом Року — It's Time                                  | Перемога    |
| 2006 | Juno                        | Артист Року                                              | Перемога    |
| 2006 | Juno                        | Juno Fan Choice Award                                    | Номінація   |
| 2006 | Премія ЕХО                  | Джазове Твір Року —It's Time                             | Перемога    |
| 2006 | Grammy                      | Найкращий Традиційний Поп Альбом —It's Time              | Номінація   |
| 2006 | MuchMusic Video Awards      | MuchMoreMusic Award —Home                                | Перемога    |
| 2007 | Grammy                      | Найкращий Традиційний Поп Альбом —Caught in the Act      | Номінація   |
| 2007 | People's Choice Awards      | Найкращий Ремейк — «Save the Last Dance for Me»          | Номінація   |
| 2007 | Juno                        | Juno Fan Choice Award                                    | Номінація   |
| 2008 | Grammy                      | Найкращий Традиційний Поп Альбом — Call me Irresponsible | Перемога    |
| 2008 | Grammy                      | Найкраще Чоловіче Виконання —Everything                  | Номінація   |
| 2008 | Juno                        | Артист Року                                              | Номінація   |
| 2008 | Juno                        | Альбом Року —Call Me Irresponsible                       | Номінація   |
| 2008 | Juno                        | Поп Альбом Року —Call Me Irresponsible                   | Номінація   |
| 2008 | Juno                        | Сингл Року —Everything                                   | Номінація   |
| 2008 | Juno                        | Juno Fan Choice Award                                    | Перемога    |
| 2008 | Canadian Smooth Jazz Awards | Найкращий чоловічий вокаліст                             | Перемога    |
| 2008 | Canadian Smooth Jazz Awards | Best Original Composition — «Everything»                 | Перемога    |
| 2009 | Juno                        | Пісня року — «Lost»                                      | Номінація   |

- 2007 Me and Mrs. Jones — Пісня року The Annual 2007 Résumé на польському радіо Channel 3.
- 2010 року став найкращим співаком пісень для дорослих премії American Music Awards 2010
- 2011 року виграв премію Греммі з альбомом Crazy love

## Тур-група
- Алан Чан — фортепіано
- Стівен Перкінс — барабани
- Крег Поласко — акустична бас-гітара, електрифікована бас-гітара
- Джастін Рей — труба
- Марк Смолл — тенор-саксофон
- Джуман Сміт — ведуча труба
- Нік Вайнас — тромбон
- Роб Вілкерсон — альт-саксофон
- Жакоб Родріес — баритон-саксофон
- Джош Браун — тромбон
- Брайн Ліппс — труба
- Роб кастом — клавішні, гітара, ударні
- Діно Менегіні — гітара